# 香港單車節
香港單車節（Hong Kong Cyclothon）是由香港旅遊發展局主辦、新鴻基地產贊助的單車活動。該活動於2015年首次舉辦，活動包括比賽、嘉年華會，國際賽事分站及其他單車活動。

## 背景
單車運動在香港日趨流行，不少香港單車運動員在國際比賽中獲獎，其中「牛下女車神」李慧詩更在2012年倫敦奧運場地單車項目中奪得銅牌，更令單車運動在香港掀起熱潮，旅發局有見及此，便提出舉辦一年一度的單車主題活動，冀吸引更多外國遊客，讓香港成為充滿活力的國際都會。

## 路線

### 2018年
50公里組／50公里隊際組／新地粤港澳大灣區青年盃
路線：由尖沙咀起步，途經長青隧道、青馬大橋及汀九橋至馬灣，再經南灣隧道、昂船洲大橋及尖山隧道至沙田，然後返回尖沙咀。
30公里組／東亞銀行百周年紀念大學盃
路線：由尖沙咀起步，途經長青隧道至青衣，然後沿南灣隧道及昂船洲大橋返回尖沙咀。
家庭單車樂（自攜單車組別）
路線：於尖沙咀東梳士巴利道、麼地道及麼地里約1.47公里長的賽道，以繞圈方式進行
家庭單車樂（四輪車組別）
路線：於尖沙咀東梳士巴利道、麼地道及麼地里約1.47公里長的賽道，以繞圈方式進行。
兒童及少年單車樂
路線：於尖沙咀東梳士巴利道、麼地道及麼地里約1.47公里長的賽道，以繞圈方式進行。
總裁慈善及名人單車遊
路線：於尖沙咀東梳士巴利道、麼地道及麼地里約1.47公里長的賽道上繞兩圈。
Elite Partners 男子公路繞圈賽、女子公路繞圈賽
路線：於尖沙咀東梳士巴利道、麼地道及麼地里約4.3公里長（男子公路繞圈賽）或1.47公里長（女子公路繞圈賽）的賽道繞三圈。

### 2019年和2020年
2019年10月，由於受到反修例運動示威浪潮影響，香港旅遊發展局宣布原定10月13日舉行的活動取消。2020年亦因全球新型肺炎持續不穩，為“保障車手安全”而決定取消。

### 2021年
原定這屆賽事會移師港珠澳大橋香港段舉行。路線由香港口岸出發，經過觀景山隧道、位於機場水道及西部水域的高架道路，至粵港邊界前折返。但最後因新型肺炎疫情而取消。

### 2022年
單車節停播4年後再次重新舉行，雖然有5000選手報名，但由於氣溫僅攝氏9.4度下，最終出席者只有近4000人。而活動進行期間，強烈季候風信號持續生效，大會在起步前因應風速問題，宣布50公里組取消行經汀九橋及青馬大橋，有單車手駛過記者時呼喊「回水」。在強風下，有正起步的單車手被圍板擊中，但最終順利舉行。

### 2024年
「50公里組」的路線今屆新增沙田嶺隧道，整體覆蓋「四隧三橋」，至於「32公里組」路線則首次踩上汀九橋，長度較去年增2公里，兩組參賽名額合共增至6,000個。

## 比賽結果

### 2015年
- 男子公路繞圈賽
  - 冠軍： 張富肇（中國香港）
- 女子公路繞圈賽
  - 冠軍： 谢敏仪（中国）
- 國際專業公路繞圈賽
  - 冠軍： 羅曼·范·尤登（新西兰）（CCN單車隊）

### 2016年
- 50公里挑戰組
  - 冠軍： 克里斯蒂安·梅爾（加拿大）（澳瑞凱車隊）
- 30公里悠遊組
  - 冠軍： 吳穎聰（中國香港）
- 男子公路繞圈賽
  - 冠軍： 杜寧（新加坡）
- 女子公路繞圈賽
  - 冠軍： Sandra Dos Santos（法國）
- 國際專業公路繞圈賽
  - 冠軍： 馬泰·莫賀歷（斯洛文尼亚）（藍波–美利達）

### 2017年
是次賽事吸引了4900人參加，其中2600人參加50公里挑戰賽。本年度之國際專業公路繞圈賽獲冠名為「新鴻基地產香港挑戰賽」，同時首次獲國際自行車聯盟認可為1.1級別賽事，並被列入亞洲巡迴賽賽事之一。
- 50公里組
  - 冠軍： 羅拔·史葛（英国）（威金斯車隊）
- 30公里組
  - 冠軍： 譚浩柱（中國香港）
- 男子公路繞圈賽
  - 冠軍： 馮俊凱（臺灣地區）（巴林–美利達）
- 女子公路繞圈賽
  - 冠軍： 梁潔儀（中國香港）
- 新鴻基地產香港挑戰賽
  - 冠軍： 馬泰·莫賀歷（斯洛文尼亚）（阿聯酋航空車隊）
  - 亞軍： 羅比·赫卡（澳大利亚）（愛壽維）
  - 季軍： 新城幸也（日本）（日本國家隊）

### 2018年
是次國際賽事獲冠名為「Hammer香港站」，為Hammer Series分站賽之一（UCI 1.1級），亦是Hammer Series自2017年首辦以來，首次於亞洲舉行分站賽。
50公里組參與人數約3100人，完成率96%。30公里組參與人數約1700人，完成率92%。
- 50公里組
  - 冠軍： 卡德尔·埃文斯（澳大利亚）
- 30公里組
  - 冠軍： 李致和（中國香港）
- Hammer香港站
  - 冠軍：米奇頓-史葛車隊
  - 亞軍：快步車隊
  - 季軍：博拉-漢斯格雅車隊

### 2019年
受反修例運動活動影響，主辦單位於10月3日宣布活動取消。

### 2020年
受2019冠状病毒病疫情影響，主辦單位於8月19日宣布活動取消。

### 2021年
主辦單位於2022年1月5日宣布活動取消。

### 2023年
- 環粵港澳大灣區城市自行車挑戰賽（香港站）男子公路組
- 環粵港澳大灣區城市自行車挑戰賽（香港站）女子公路組
- 國際單車聯盟1.1級公路賽
  - 冠軍： 盧卡斯·普斯貝格（奥地利）（澳洲傑科車隊）
  - 亞軍： 凱恩·李察士（澳大利亚）（史奇普資本車隊）
  - 季軍： 茲德涅克·史堤巴（捷克）（澳洲傑科車隊）

## 外部連結
- 香港單車節 （页面存档备份，存于）

1. ↑  . 體路. 2019-10-03  [2022-12-19]. （原始内容存档于2022-12-19）. （页面存档备份，存于）
2. ↑  . 香港01. 2020-08-19  [2022-12-19]. （原始内容存档于2022-12-19）. （页面存档备份，存于）
3. ↑  . 明報. 2022-12-19  [2022-12-19]. （原始内容存档于2022-12-20）. （页面存档备份，存于）
4. ↑  .   [2018-02-19]. （原始内容存档于2018-02-20）. （页面存档备份，存于）